# Deutsche Fußballmeisterschaft der A-Junioren 1998/99
Die deutsche Fußballmeisterschaft der A-Junioren 1999 war die 31. Auflage dieses Wettbewerbes. Werder Bremen gewann das Finale mit 4:1 beim VfB Stuttgart.

## Teilnehmende Mannschaften
An der A-Jugendmeisterschaft nahmen die fünf Meister der Regionalligen sowie die Vize aus dem Nordosten, Süden und Westen teil.
| Regionalverband Nord     | Regionalverband West                                           | Regionalverband Südwest         | Regionalverband Süd                                   | Regionalverband Nordost                                     |
| ------------------------ | -------------------------------------------------------------- | ------------------------------- | ----------------------------------------------------- | ----------------------------------------------------------- |
| - Meister: Werder Bremen | - Meister: KFC Uerdingen 05 - Vizemeister: Bayer 04 Leverkusen | - Meister: 1. FC Kaiserslautern | - Meister: Karlsruher SC - Vizemeister: VfB Stuttgart | - Meister: Hertha BSC - Vizemeister: Reinickendorfer Füchse |

## Viertelfinale
Hinspiele: So. 13.06. Rückspiele: So. 20.06.
|                      | Gesamt          |                        | Hinspiel | Rückspiel |
| -------------------- | --------------- | ---------------------- | -------- | --------- |
| Karlsruher SC        | 1:2             | Reinickendorfer Füchse | 0:2      | 1:0       |
| KFC Uerdingen 05     | 3:5             | SV Werder Bremen       | 3:3      | 0:2       |
| 1. FC Kaiserslautern | 3:2             | Hertha BSC             | 2:1      | 1:1       |
| VfB Stuttgart        | 4:4 (7:6 i. E.) | Bayer 04 Leverkusen    | 2:1      | 2:3       |

## Halbfinale
Hinspiele: Mi., Do. 23./24.06. Rückspiele: Sa., So. 26./27.06.
|                        | Gesamt |                  | Hinspiel | Rückspiel |
| ---------------------- | ------ | ---------------- | -------- | --------- |
| Reinickendorfer Füchse | 2:6    | SV Werder Bremen | 1:1      | 1:5       |
| 1. FC Kaiserslautern   | 3:5    | VfB Stuttgart    | 0:2      | 3:3       |

## Finale
| VfB Stuttgart                                                       | VfB Stuttgart | SV Werder Bremen | SV Werder Bremen |
| ------------------------------------------------------------------- | --- | --- | ---------------- |
| VfB Stuttgart                                                       | \| Sonntag, 4. Juli 1999 um 11:00 Uhr in Stuttgart (Stadion Festwiese) \| \| Ergebnis: 1:4 (1:3) \| \| Zuschauer: 4.500 \| \| Schiedsrichter: Jürgen Jansen (Essen) \| | \| Sonntag, 4. Juli 1999 um 11:00 Uhr in Stuttgart (Stadion Festwiese) \| \| Ergebnis: 1:4 (1:3) \| \| Zuschauer: 4.500 \| \| Schiedsrichter: Jürgen Jansen (Essen) \|                                                                                            | SV Werder Bremen |
| VfB Stuttgart                                                       | Markus Bräuning – Florian Lechner, Fabio Morena, Denis Lapaczinski, Matthias Straub – Stojan Maric (53. Peter Kehrer), Robert Vujević, Domenico D’Andrea (71. Moise Khondo) – Ioannis Amanatidis, Angelo Vaccaro, Florian Wurster (53. Sascha Schorstädt) Cheftrainer: Wolfgang Geiger | Mehmet Özkul – Lars Schmedes (67. Manuel Kuhl), Markus Krösche, Dennis Votava, Jan Meyerdierks – Victor Siasia, Tim Borowski, Alexej Spassov (73. Ahmet Kuru) – Thorsten Greb (58. Benjamin Tietz), Sergey Zimin, Joseph Antonio Di Iorio Cheftrainer: Axel Plaat | SV Werder Bremen |
| VfB Stuttgart                                                       | 1:1 Ioannis Amanatidis (8.) | 0:1 Markus Krösche (4.) 1:2 Joseph Antonio Di Iorio (34.) 1:3 Tim Borowski (45., Foulelfmeter) 1:4 Sergey Zimin (54.) | SV Werder Bremen |
| VfB Stuttgart                                                       | Florian Lechner (67. Absichtliches Handspiel) | | SV Werder Bremen |
| Sonntag, 4. Juli 1999 um 11:00 Uhr in Stuttgart (Stadion Festwiese) | | |                  |
| Ergebnis: 1:4 (1:3)                                                 | | |                  |
| Zuschauer: 4.500                                                    | | |                  |
| Schiedsrichter: Jürgen Jansen (Essen)                               | | |                  |